# Bertrambois
Bertrambois település Franciaországban, Meurthe-et-Moselle megyében. Lakosainak száma 318 fő (2022. január 1.). Bertrambois Fraquelfing, Hattigny, Lafrimbolle, Niderhoff, Cirey-sur-Vezouze, Turquestein-Blancrupt, Tanconville és Val-et-Châtillon községekkel határos.

## Népesség
A település népességének változása:
| Lakosok száma | 483  | 405  | 342  | 365  | 345  | 324  | 308  | 315  | 318  | 318  |
|               | 1968 | 1982 | 1990 | 2006 | 2013 | 2015 | 2017 | 2019 | 2020 | 2022 |